# Ove Andersen
Ove Andersen   (Kotka, 22 d'agost de 1899 - Lahti, 13 de gener de 1967) va ser un atleta finlandès, especialista en curses de mig fons i fons, que va competir durant les dècades de 1920 i 1930.
El 1928 va prendre part en els Jocs Olímpics d'Amsterdam, on va guanyar la medalla de bronze en els 3.000 metres obstacles del programa d'atletisme.

## Millors marques
- 3.000 metres obstacles. 10' 00.2" (1926)
- 5.000 metres. 15' 08.8" (1925)
- 10.000 metres. 31' 54.3" (1928)[1][2]